# Lacería

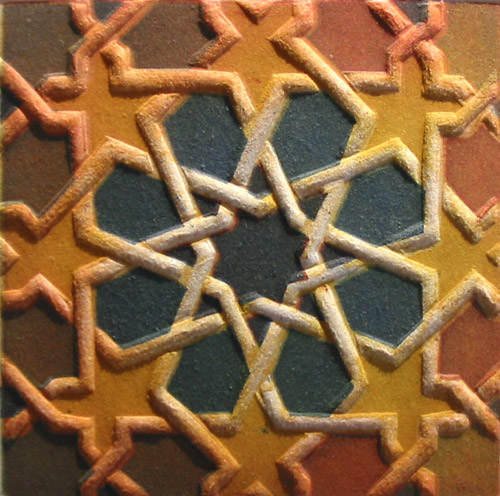
Lacería

La lacería (del latín laqueus), como adorno o recurso decorativo, es el conjunto de adornos formado por bandas entrelazadas rectas o angulosas dispuestas siguiendo plantillas de esquemas fijos o aleatorios. De su aplicación artesanal en la historia del arte, cabe destacar los diseños en el arte celta y el arte árabe. La carpintería especializada en lacería se denomina carpintería de lazo.

## Aplicaciones

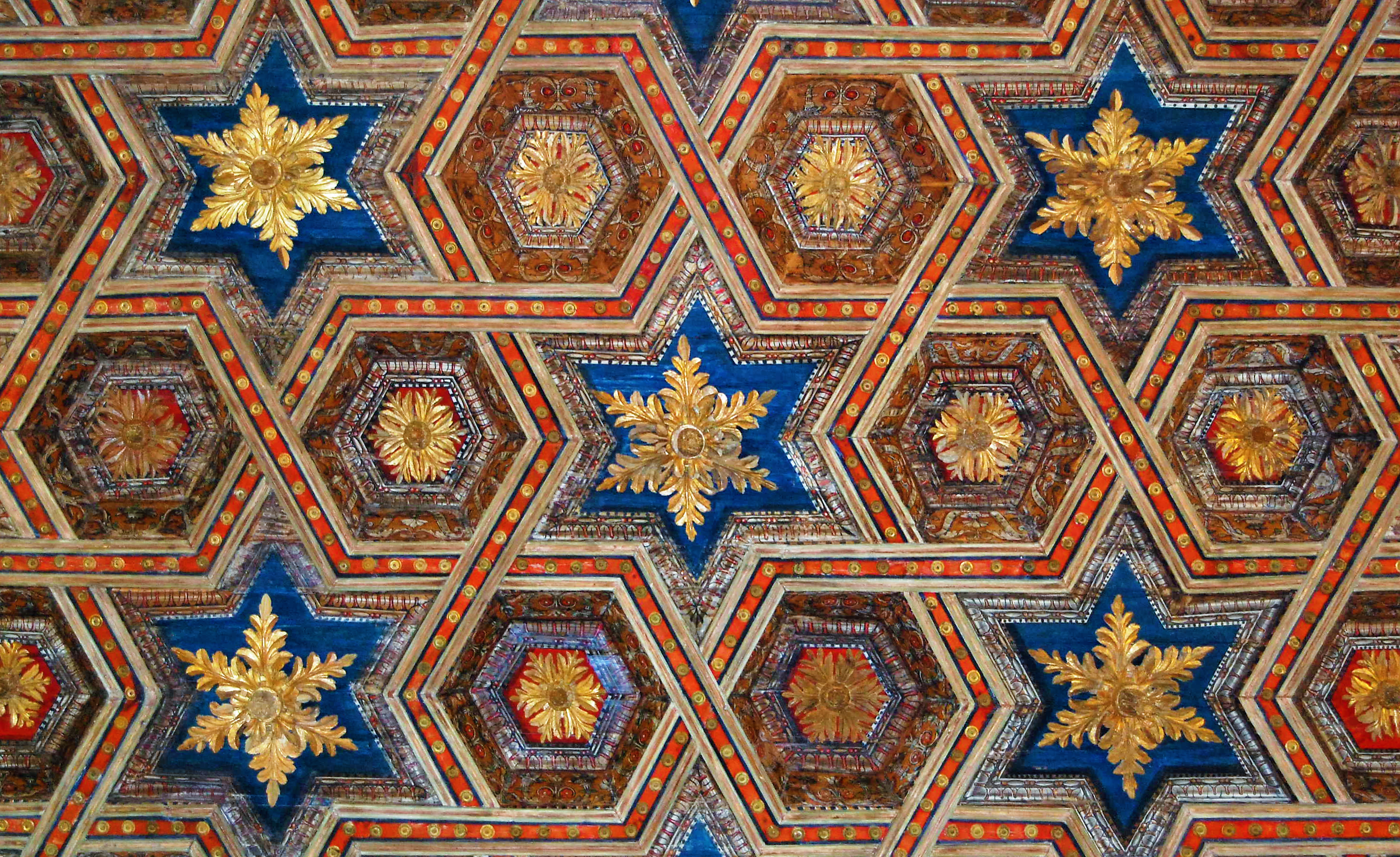
Detalle del artesonado en lacería del Paraninfo de la Universidad de Alcalá.

El arte oriental musulmán, el arte en Al-Ándalus y la artesanía mozárabe reúnen un conjunto de aplicaciones importantes de la lacería, tanto como complemento decorativo en la arquitectura, como en el mobiliario. Singulares ejemplos pueden encontrarse en la catedral de Toledo y en la Alhambra de Granada.

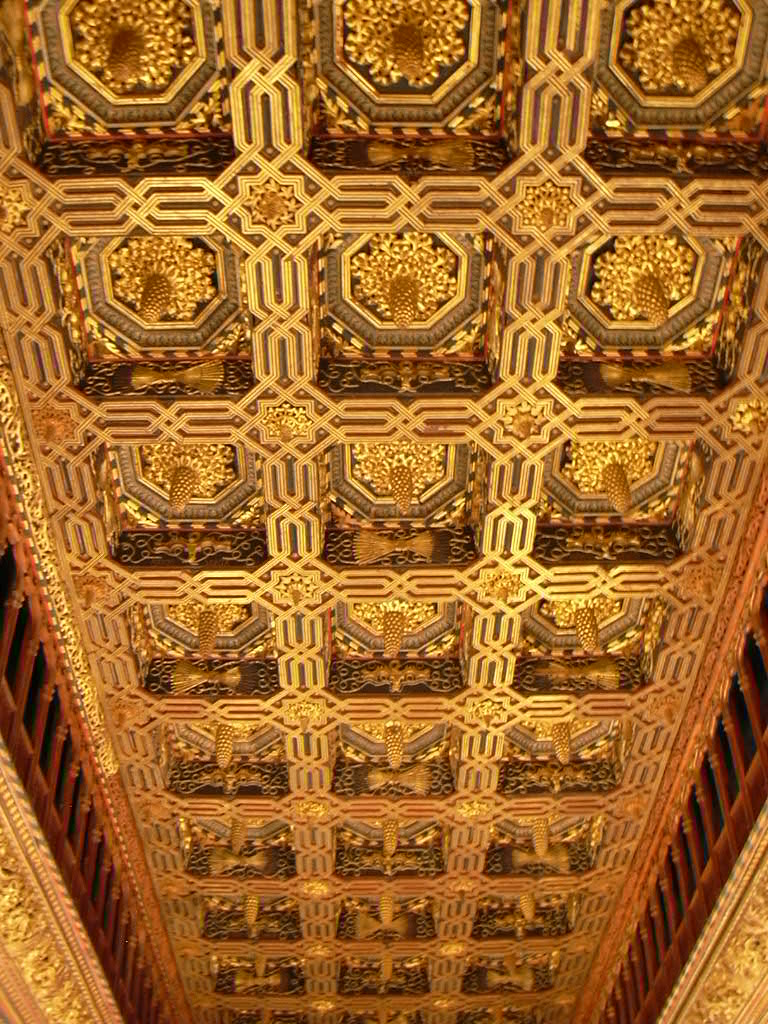
Artesonado de lacería en la Aljafería de Zaragoza (España)

Podrían destacarse por su fantasía y variedad los techos artesonados (llamados así por su forma de artesón), formados por armaduras de pares y nudillo y típicos de la arquitectura islámica; la ornamentación mural en estuco; y el alicatado en mosaico, cuyas piezas están recortadas a mano en losetas vidriadas de colores y ajustadas de forma que el conjunto ofrece el aspecto de una superficie continua esmaltada.

## Origen
Puede ser que la lacería islámica haya tenido su origen en el imperio selyúcida, en el que se realizaron grandes avances matemáticos y geométricos en el siglo IX. Por otra parte, como técnica, parece haberse desarrollado independientemente entre diferentes culturas.